# Tin Alkoum
Tin Alkoum est l'un des trois postes de contrôle de la frontière entre l'Algérie et la Libye, les deux autres étant le poste de Debdeb et celui de Bordj de Tarat, tous situés dans la Wilaya d'Illizi.

## Histoire

### Seconde guerre mondiale
Des combats y eurent lieu en 1940.